# Carl Charlier
Carl Vilhelm Ludwig Charlier (1 de abril de 1862-5 de noviembre de 1934) fue un astrónomo sueco, pionero en la teoría cosmológica de la estructura de las galaxias.

## Semblanza
Trabajó en la Universidad de Upsala en 1887, Observatorio de Estocolmo y en la Universidad de Lund en 1897.
Hizo extensos trabajos sobre modelos estadísticos de las estrellas de nuestra galaxia y su posición y movimiento, y trató de crear un modelo de galaxia basado en sus trabajos.
Se interesó en la estadística, interviniendo en el desarrollo de esta disciplina en la academia de Suecia. Muchos de sus estudiantes se graduaron en estadística y trabajaron en compañías, universidades y en el gobierno.
En adición a su trabajo sobre la estructura galáctica, desarrolló una teoría cósmica basada en el trabajo de Johann Heinrich Lambert, ideando la Lambert Charlier Hierarchical Cosmology, que contempla las áreas del espacio de densidad decreciente de materia.

## Publicaciones
- Carl Ludwig Charlier: 	Die Mechanik des Himmels, 1902–1907, Leipzig: Veit, (2 volúmenes) (2ª edición en 1927)
- Lectures on Stellar Statistics. Charlier. 1921

## Reconocimientos
- Medalla James Craig Watson por traducir los "Principia" de Isaac Newton al sueco en 1924.
- Medalla Bruce en 1933.
- El cráter lunar Charlier.
- El  cráter marciano Charlier.
- El Asteroide (8677) Charlier
- Los polinomios de Charlier